# Sāgharān-e Soflá
Sāgharān-e Soflá (persiska: ساغران سفلی, مِيكَند, ساغَرئ سُفلَى, ساقِرانِ سُفلَى, يَنگی كَند, يَقی كَند) är en ort i Iran.   Den ligger i provinsen Qazvin, i den nordvästra delen av landet, 190 km väster om huvudstaden Teheran. Sāgharān-e Soflá ligger 1 598 meter över havet och antalet invånare är 212.
Terrängen runt Sāgharān-e Soflá är huvudsakligen kuperad, men västerut är den platt.Runt Sāgharān-e Soflá är det ganska tätbefolkat, med 108 invånare per kvadratkilometer. Närmaste större samhälle är Ābgarm, 6,3 km väster om Sāgharān-e Soflá. Trakten runt Sāgharān-e Soflá består i huvudsak av gräsmarker.